# Kazuyoshi Miura
Pour les articles homonymes, voir Miura (homonymie).
Kazuyoshi Miura (三浦知良, Miura Kazuyoshi), né le 26 février 1967 à Shizuoka, au Japon, est un footballeur international japonais, jouant au poste d'attaquant au Atletico Suzuka, en prêt du Yokohama FC.
Surnommé « King Kazu » au Japon, il est cité comme inspiration du personnage de Tsubasa Ozora, héros du très réputé manga Captain Tsubasa (connu sous le nom de Olive et Tom en France), bien qu'ayant commencé sa carrière professionnelle plusieurs années après le début du manga en 1981, aux côtés de Musashi Mizushima, muse originelle du mangaka Yōichi Takahashi.
Kazuyoshi Miura est l'un des rares joueurs ayant évolué sur quatre continents différents, à l'instar de Rivaldo ou de son compatriote Keisuke Honda. Il détient le record du deuxième footballeur professionnel le plus âgé derrière Robert Carmona, ainsi que du buteur professionnel le plus âgé (55 ans et 259 jours).

## Biographie

### Naissance, jeunesse et formation
Kazuyoshi Miura naît le 26 février 1967 à Shizuoka, au Japon. Il est le fils de Nobuo Naya et de Yumiko Miura. Il hérite à la naissance du prénom de son grand-père. Il a décidé de prendre le nom de sa mère puisque son père, entretenait des liens intimes avec les Yakuza.
Il commence le football en 1973 au Jonai FC, club alors entraîné par son oncle, Tetsuji Miura. Il intègre en 1979 l'équipe du lycée Jonai de Shizuoka, puis 1982 il rejoint l'équipe du lycée Gakuen de Shizuoka. Il quitte le pays du soleil levant à l'âge de 15 ans à destination du Brésil, le pays du football. Puis, il intègre le centre de formation du Clube Atlético Juventus en 1982, alors qu’il ne parle pas un mot de portugais. C’est forcément compliqué mais il s’accroche et son talent se développe. Le grand Santos FC le repère et le récupère.

### Début de carrière au Brésil (1986-1990)
En février 1986, Kazuyoshi Miura signe son premier contrat professionnel avec Santos FC et devient le premier joueur japonais à devenir professionnel hors du pays. Puis, il rejoint Palmeiras. Kazuyoshi Miura inscrit deux buts en vingt-sept matchs pour sa première saison professionnelle. C’est en arrivant au club du XV de Jaú à la fin 1987 qu’il va prendre de l’envergure et vraiment se faire remarquer. Le 19 mars, il marque son premier but en Campeonato Paulista face à Corinthians (victoire 3-2).
La saison suivante il s’engage avec Coritiba FC avant de retourner une deuxième fois à Santos. Sa progression n’est pas passée inaperçue au Japon où il est désormais perçu comme la star du football. Kazuyoshi Miura inscrit 7 buts en 59 matchs en Série A.

### Retour au Japon puis prêt au Genoa (1990-1998)
Kazuyoshi Miura signe en 1990 pour le Yomiuri FC, auréolé d'un statut de star. C’est également peu après son retour au Japon qu’il découvre la sélection nationale. Il gagne les deux derniers titres de la Japan Soccer League avant la fondation officielle de la J.League en 1992. Le club change de nom et devient le Verdy Kawasaki. En 1993, toutes les discothèques du Japon dansaient la « Kazu dance », inspirée des célébrations de buts du joueur. Il remporte les deux premiers titres de champion de J League en 1993 et 1994. Il est nommé joueur de l’année pour la saison inaugurale et footballeur asiatique de l'année.
Son remarquable succès attirant l'attention du football européen, le Genoa fait de lui le premier footballeur japonais à fouler les pelouses de Serie A. Lors de son premier match, contre l'AC Milan, Franco Baresi lui casse la cloison nasale et il doit être évacué à l'hôpital. Finalement, ce prêt ne sera pas un franc succès avec 21 rencontres disputées et un seul but inscrit, lors du derby contre la Sampdoria. « Gagner le derby grâce à mon but a été une joie intense, j'ai encore en mémoire cette émotion intense », se souvenait-il dans la Gazzetta dello Sport.
Il retourne au Verdy à l’été 1995. Il va y jouer jusqu’en 1998 mais les résultats ne sont plus à la hauteur de ses premières saisons de J.League. La victoire en coupe de l’Empereur en 1996 est le dernier trophée gagné par King Kazu avec le club qui deviendra quelques années plus tard l’actuel Tokyo Verdy.

### Court passage à Zagreb (1999)
Il retente sa chance en Europe en janvier 1999, où il rejoint le Croatia Zagreb qui évolue en Prva HNL. Il n'y rencontre guère plus d'opportunités de développer son jeu électrique, pas plus que de montrer son instinct de renard des surfaces. Il dispute seulement douze rencontres de championnat. En juillet 1999, il retourne au Japon après un essai non concluant en Angleterre à Bournemouth.

### Kyoto Sanga puis Vissel Kobe (1999-2005)
En juillet 1999, il rejoint le Kyoto Purple Sanga évoluant en J1 League. Le 13 mai 2000, il inscrit son 100e but en J1 League contre le Vissel Kobe. Il marque 21 buts en une saison et demie avant de signer pour le Vissel Kobe. Son passage sera globalement mitigé à Kobe si ce n’est sa première saison qui fut vraiment réussie. L’âge fait son œuvre, il est alors un simple remplaçant et ses minutes de jeu baissent de plus en plus.

### Fin de sa carrière à Yokohama FC (depuis 2005)
Âgé de 38 ans, il rebondit ensuite au Yokohama FC, mais est rapidement prêté en Australie, à Sydney. Le prêt dure 3 mois, le joueur est de retour à Yokohama début 2006, où il remporte la deuxième division et son club est promu pour la toute première fois en première division. Le 17 août 2014, il devient le joueur le plus vieux ayant évolué en J.League 2 à l'âge de 47 ans, 5 mois et 22 jours en rentrant à la 88e minute de jeu lors de la victoire 4 buts à 2 du Yokohama FC contre le Kamatamare Sanuki. Le 12 mars 2017, à l'âge de 50 ans et 14 jours, il bat le record du plus vieux buteur du championnat japonais et offre la victoire à son équipe (1-0), une semaine après avoir battu le record de longévité détenu par Stanley Matthews (50 ans, en championnat d'Angleterre). « King Kazu » inscrit un peu plus son nom dans la légende du football,.
En entrant en jeu face au Sagan Tosu en Coupe de la Ligue le 5 août 2020, Miura devient, à 53 ans, le footballeur le plus âgé ayant pris part à un match professionnel, devançant Stanley Matthews. Le 23 septembre suivant, le quinquagénaire est titulaire et capitaine lors de la 18e journée de J.League contre le Kawasaki Frontale, treize ans après son dernier match dans ce championnat,. Il devient ainsi le plus vieux joueur à prendre part à un match de l'élite japonaise à l'âge de 53 ans, 6 mois et 28 jours. Le précédent plus vieux joueur à avoir été titulaire en J-League était Masashi Nakayama, en 2012, alors qu'il était âgé de 45 ans.

### Prêt au Suzuka Point Getters
Le 30 décembre, il a été rapporté que Miura avait conclu un accord pour rejoindre le Suzuka Point Getters qui évolue en Japan Football League (JFL), le quatrième niveau du football japonais. Le 13 mars, Miura, à l'âge de 55 ans, a fait ses débuts en JFL avec 4 620 spectateurs, qui est la plus forte affluence lors d'un match à domicile du Suzuka PG, brisant leur précédent record de 1 308 spectateurs en 2019. Ses débuts signifient également qu'il a battu le record du joueur le plus âgé à avoir jamais participé à un match de la JFL à 55 ans, avec un écart de 12 ans avec le précédent détenteur du record un certain Takahiro Futagawa légende du Gamba Osaka. Sa présence au club a amené de nombreux spectateurs curieux à le voir en action, ce qui a conduit le Suzuka PG à avoir participé à neuf des dix matches avec le plus grand nombre de spectateurs tout au long de la saison 2022. Cela comprend une victoire 1-0 contre Criacao Shinjuku le 9 septembre, qui a rassemblé une foule de 16 218 spectateurs au stade national du Japon, devenant ainsi le match JFL le plus fréquenté de tous les temps. Le 30 septembre, Miura est devenu le joueur le plus âgé à marquer dans la JFL, après avoir converti un penalty à la 85e minute du match pour sceller la victoire 3-1 de Suzuka PG contre Tiamo Hirakata. Il a de nouveau marqué le 12 octobre à 55 ans et 259 jours, battant deux autres records.

### Prêt a l'UD Oliveirense
Le 26 janvier, le club portugais UD Oliveirense a annoncé que Miura jouera pour le club de Liga Portugal 2 pour le reste de la saison. En novembre 2022, le propriétaire du Yokohama FC et de l'Onodera Group, était devenu actionnaire majoritaire (52,5 % des actions) de l'UD Oliveirense.
Le club de la ville d'Oliveira de Azeméis a annoncé que Kazu avait étonnamment réussi les tests médicaux avec brio et a lancé une vidéo de présentation officielle de lui présentant l'esthétique et le style typiques des mangas japonais.
À 55 ans, Kazuyoshi Miura sera de loin la personne la plus âgée à avoir jamais joué pour une équipe professionnelle de sports au Portugal depuis que Miguel Maia a renouvelé son contrat avec l'équipe de volley-ball du Sporting CP en 2018 à 47 ans, ainsi que le joueur le plus âgé à évoluer en Europe devant  Nassim Akrour Le 25 mars, Miura a disputé son premier match pour Oliveirense lors d'un match amical contre l'équipe de Liga 3 le F.C Oliveira do Hospital. Deux jours plus tard, il s'est rendu à l'ambassade du Japon à Lisbonne où il a offert au personnel de l'ambassade un maillot de football signé de son équipe.
Le 22 avril, Miura a fait ses débuts dans un match de Liga Portugal 2 à l'âge de 56 ans, lorsqu'il est entré en jeu à la 90e minute d'une victoire 4-1 sur le terrain de l'Academico de Viseu. Le 28 mai, Miura a été nommé homme du match lors du dernier match de championnat de la saison, où Miura a joué les 20 dernières minutes du match et Oliveirense a gagné 4–3 contre Leixões SC. Tonel, commentateur de football de Sport TV, a choisi Miura pour ce prix en guise d'hommage symbolique à sa longue carrière, une décision qui a suscité une certaine controverse. Vítor Martins, l'entraîneur du Leixões SC, a trouvé cela étrange et a déclaré : "Dans un match qui a marqué sept buts, je ne comprends pas comment ils donnent le prix d'Homme du match à Miura. Je pense que c'est offensant de lui donner ce prix, c'est pas le chemin, sinon cela se transformerait en cirque".
En juillet 2023, son prêt avec Oliveirense est prolongé pour une durée indéterminée.

### Prêt au Atletico Suzuka
En juin 2024, Miura est retourné en prêt chez les Suzuka Point Getters, qui avaient été rebaptisés Atletico Suzuka.
Le 29 septembre 2024, Miura a battu le record du joueur le plus âgé à apparaître en JFL, à l'âge de 57 ans et 216 jours. Il a effectué sa première titularisation pour le club, lors de son dixième match de championnat, dans un match nul 0-0 contre Sony Sendai le 26 octobre, avant d’être remplacé à la 55e minute.

### Carrière internationale

#### L’équipe du Japon (1990-2000)
Kazuyoshi Miura est convoqué pour la première fois par le sélectionneur national Kenzō Yokoyama pour une rencontre des Jeux asiatiques de 1990 (en) face au Bangladesh le 26 septembre 1990 (victoire 3-0).
Le 26 août 1992, il inscrit son premier but en sélection contre la Corée du Nord, lors de la Dynasty Cup 1992 (victoire 4-1). Puis, en octobre 1992, il fait partie des 20 appelés par le sélectionneur national Hans Ooft pour la Coupe d'Asie 1992. Lors de ce tournoi, il joue cinq matchs et inscrit un but face à l'Iran (victoire 1-0). Le 8 novembre 1992, il devient champion d'Asie après la victoire en finale face à l'Arabie saoudite (1-0).
Le 14 mars 1993, il inscrit son premier doublé en sélection contre les États-Unis, lors de la Kirin Cup 1993 (victoire 3-1). Le 11 avril 1993, il inscrit son premier quadruplé en sélection face au Bangladesh, lors des éliminatoires de la Coupe du monde 1994, lors d'une large victoire de 8-0 des Japonais.
En 1995, il dispute la Coupe des confédérations. Lors de ce tournoi, il joue deux matchs et inscrit un but face à l'Argentine (défaite 5-1). Le Japon est éliminée au premier tour. Par la suite, en 1996, il dispute pour la seconde fois la Coupe d'Asie. Lors de ce tournoi, il joue quatre matchs et inscrit un but face à l'Ouzbékistan (victoire 4-0). Le Japon s'incline en quart de finale face au Koweït.
Le 22 juin 1996, il inscrit son seul sextuplé en sélection contre Macao, lors des éliminatoires de la Coupe du monde 1998, lors d'une large victoire de 10-0 des Japonais,. Le 7 septembre 1997, il inscrit son deuxième quadruplé contre l'Ouzbékistan, lors des éliminatoires de la Coupe du monde 1998 (victoire 6-3).
Son absence en France en 1998 est plus inexplicable. Le sélectionneur Takeshi Okada l'a écarté de la liste. Okada est un fanatique de la discipline et de la tradition, et considérait que la vedette n'était qu'un « Brésilien excentrique ». Ne pas être du voyage pour la France a été un coup de massue qui l'a définitivement éloigné de la sélection. Il obtient sa dernière sélection le 6 juin 2000 contre la Jamaïque, où il inscrit son cinquante-cinquième but en sélection (victoire 4-0).
Kazuyoshi Miura compte 89 sélections et 55 buts avec l'équipe du Japon entre 1990 et 2000,. Il est le deuxième meilleur buteur de tous les temps de la sélection nationale japonaise derrière Kunishige Kamamoto.

#### L’équipe du Japon de futsal (2012)
Le 24 octobre 2012, âgé de 45 ans, Kazuyoshi Miura fait ses débuts en sélection japonaise de futsal lors d'un match nul de 3–3 contre le Brésil. Lors sa deuxième sélection, il inscrit son premier but lors d'une victoire 3-1 contre l'Ukraine. Par la suite, il dispute pour la première fois la Coupe du monde de futsal. Lors de ce tournoi, il joue quatre matchs. Le Japon s'incline en huitième de finale face à l'Ukraine.

## Statistiques

### Statistiques détaillées
| Saison                | Club                  | Championnat           | Championnat | Championnat | Coupe nationale | Coupe nationale | Coupe de la Ligue | Coupe de la Ligue | Supercoupe | Supercoupe | Compétition(s) continentale(s) | Compétition(s) continentale(s) | Compétition(s) continentale(s) | Ligue régionale | Ligue régionale | Coupe du monde des clubs | Coupe du monde des clubs | Total | Total |
| Saison                | Club                  | Division              | M.          | B.          | M.              | B.              | M.                | B.                | M.         | B.         | Comp.                          | M.                             | B.                             | M.              | B.              | M.                       | B.                       | M.    | B.    |
| 1986                  | Santos FC             | Série A               | 2           | 0           | -               | -               | -                 | -                 | -          | -          | -                              | -                              | -                              | -               | -               | -                        | -                        | 2     | 0     |
| 1986                  | SE Palmeiras          | Série A               | 25          | 2           | -               | -               | -                 | -                 | -          | -          | -                              | -                              | -                              | -               | -               | -                        | -                        | 25    | 2     |
| 1987                  | SE Matsubara          | [[ 1987\|]]           |             |             | -               | -               | -                 | -                 | -          | -          | -                              | -                              | -                              | 5               | 1               | -                        | -                        | 5     | 1     |
| 1987                  | CRB                   | Série B               | 4           | 0           | -               | -               | -                 | -                 | -          | -          | -                              | -                              | -                              | -               | -               | -                        | -                        | 4     | 0     |
| 1988                  | XV de Jaú             | [[ 1988\|]]           |             |             | -               | -               | -                 | -                 | -          | -          | -                              | -                              | -                              | 25              | 2               | -                        | -                        | 25    | 2     |
| 1988                  | Coritiba FC           | Série A               | 14          | 1           | -               | -               | -                 | -                 | -          | -          | -                              | -                              | -                              | -               | -               | -                        | -                        | 14    | 1     |
| 1989                  | Coritiba FC           | Série A               | 7           | 1           | -               | -               | -                 | -                 | -          | -          | -                              | -                              | -                              | -               | -               | -                        | -                        | 7     | 1     |
| 1990                  | Santos FC             | Série A               | 11          | 3           | -               | -               | -                 | -                 | -          | -          | -                              | -                              | -                              | -               | -               | -                        | -                        | 11    | 3     |
| Sous-total            | Sous-total            | Sous-total            | 63          | 7           | 0               | 0               | 0                 | 0                 | 0          | 0          | -                              | 0                              | 0                              | 30              | 3               | 0                        | 0                        | 93    | 10    |
| 1990-1991             | Yomiuri FC            | JSL                   | 18          | 3           | 2               | 1               | 1                 | 0                 | -          | -          | -                              | -                              | -                              | -               | -               | -                        | -                        | 21    | 4     |
| 1991-1992             | Yomiuri FC            | JSL                   | 21          | 6           | 5               | 3               | 5                 | 2                 | -          | -          | CC                             | -                              | -                              | -               | -               | -                        | -                        | 31    | 11    |
| 1992                  | Verdy Kawasaki        | J.League              |             |             | 5               | 1               | 10                | 10                | -          | -          | -                              | -                              | -                              | -               | -               | -                        | -                        | 15    | 11    |
| 1993                  | Verdy Kawasaki        | J.League              | 36          | 20          | 3               | 3               | 1                 | 0                 | -          | -          | CC                             | -                              | -                              | -               | -               | -                        | -                        | 40    | 23    |
| 1994                  | Verdy Kawasaki        | J.League              | 22          | 16          | -               | -               | -                 | -                 | 1          | 0          | CC+SB                          | -                              | -                              | -               | -               | -                        | -                        | 23    | 16    |
| 1995                  | Verdy Kawasaki        | J.League              | 26          | 23          | 2               | 0               | -                 | -                 | -          | -          | CC+SB                          | -                              | -                              | -               | -               | -                        | -                        | 28    | 23    |
| 1996                  | Verdy Kawasaki        | J.League              | 27          | 23          | 5               | 4               | 6                 | 2                 | -          | -          | -                              | -                              | -                              | -               | -               | -                        | -                        | 38    | 29    |
| 1997                  | Verdy Kawasaki        | J.League              | 14          | 4           | 2               | 1               | -                 | -                 | 1          | 0          | -                              | -                              | -                              | -               | -               | -                        | -                        | 17    | 5     |
| 1998                  | Verdy Kawasaki        | J.League              | 28          | 5           | 3               | 2               | -                 | -                 | -          | -          | CWC                            | -                              | -                              | -               | -               | -                        | -                        | 31    | 7     |
| Sous-total            | Sous-total            | Sous-total            | 192         | 100         | 27              | 15              | 23                | 14                | 2          | 0          | -                              | 0                              | 0                              | 0               | 0               | 0                        | 0                        | 244   | 129   |
| 1994-1995             | Genoa CFC (prêt)      | Serie A               | 21          | 1           | 1               | 0               | -                 | -                 | -          | -          | -                              | -                              | -                              | -               | -               | -                        | -                        | 22    | 1     |
| Sous-total            | Sous-total            | Sous-total            | 21          | 1           | 1               | 0               | 0                 | 0                 | 0          | 0          | -                              | 0                              | 0                              | 0               | 0               | 0                        | 0                        | 22    | 1     |
| 1998-1999             | Croatia Zagreb        | Prva HNL              | 12          | 0           | -               | -               | -                 | -                 | -          | -          | -                              | -                              | -                              | -               | -               | -                        | -                        | 12    | 0     |
| Sous-total            | Sous-total            | Sous-total            | 12          | 0           | 0               | 0               | 0                 | 0                 | 0          | 0          | -                              | 0                              | 0                              | 0               | 0               | 0                        | 0                        | 12    | 0     |
| 1999                  | Kyoto Purple Sanga    | J1 League             | 11          | 4           | 2               | 1               | -                 | -                 | -          | -          | -                              | -                              | -                              | -               | -               | -                        | -                        | 13    | 5     |
| 2000                  | Kyoto Purple Sanga    | J1 League             | 30          | 17          | 1               | 0               | 7                 | 2                 | -          | -          | -                              | -                              | -                              | -               | -               | -                        | -                        | 38    | 19    |
| Sous-total            | Sous-total            | Sous-total            | 41          | 21          | 3               | 1               | 7                 | 2                 | 0          | 0          | -                              | 0                              | 0                              | 0               | 0               | 0                        | 0                        | 51    | 24    |
| 2001                  | Vissel Kobe           | J1 League             | 29          | 11          | 2               | 0               | 3                 | 2                 | -          | -          | -                              | -                              | -                              | -               | -               | -                        | -                        | 34    | 13    |
| 2002                  | Vissel Kobe           | J1 League             | 17          | 3           | -               | -               | 1                 | 0                 | -          | -          | -                              | -                              | -                              | -               | -               | -                        | -                        | 18    | 3     |
| 2003                  | Vissel Kobe           | J1 League             | 24          | 4           | 3               | 2               | 4                 | 0                 | -          | -          | -                              | -                              | -                              | -               | -               | -                        | -                        | 31    | 6     |
| 2004                  | Vissel Kobe           | J1 League             | 21          | 4           | -               | -               | 5                 | 0                 | -          | -          | -                              | -                              | -                              | -               | -               | -                        | -                        | 26    | 4     |
| 2005                  | Vissel Kobe           | J1 League             | 12          | 2           | -               | -               | 6                 | 1                 | -          | -          | -                              | -                              | -                              | -               | -               | -                        | -                        | 18    | 3     |
| Sous-total            | Sous-total            | Sous-total            | 103         | 24          | 5               | 2               | 19                | 3                 | 0          | 0          | -                              | 0                              | 0                              | 0               | 0               | 0                        | 0                        | 127   | 29    |
| 2005                  | Yokohama FC           | J2 League             | 16          | 4           | 1               | 0               | -                 | -                 | -          | -          | -                              | -                              | -                              | -               | -               | -                        | -                        | 17    | 4     |
| 2006                  | Yokohama FC           | J2 League             | 39          | 6           | -               | -               | -                 | -                 | -          | -          | -                              | -                              | -                              | -               | -               | -                        | -                        | 39    | 6     |
| 2007                  | Yokohama FC           | J1 League             | 24          | 3           | 2               | 0               | 4                 | 0                 | -          | -          | -                              | -                              | -                              | -               | -               | -                        | -                        | 30    | 3     |
| 2008                  | Yokohama FC           | J2 League             | 30          | 1           | 2               | 0               | -                 | -                 | -          | -          | -                              | -                              | -                              | -               | -               | -                        | -                        | 32    | 1     |
| 2009                  | Yokohama FC           | J2 League             | 30          | 1           | -               | -               | -                 | -                 | -          | -          | -                              | -                              | -                              | -               | -               | -                        | -                        | 30    | 1     |
| 2010                  | Yokohama FC           | J2 League             | 10          | 3           | -               | -               | -                 | -                 | -          | -          | -                              | -                              | -                              | -               | -               | -                        | -                        | 10    | 3     |
| 2011                  | Yokohama FC           | J2 League             | 30          | 0           | 1               | 0               | -                 | -                 | -          | -          | -                              | -                              | -                              | -               | -               | -                        | -                        | 31    | 0     |
| 2012                  | Yokohama FC           | J2 League             | 14          | 1           | -               | -               | -                 | -                 | -          | -          | -                              | -                              | -                              | -               | -               | -                        | -                        | 14    | 1     |
| 2013                  | Yokohama FC           | J2 League             | 18          | 2           | -               | -               | -                 | -                 | -          | -          | -                              | -                              | -                              | -               | -               | -                        | -                        | 18    | 2     |
| 2014                  | Yokohama FC           | J2 League             | 2           | 0           | -               | -               | -                 | -                 | -          | -          | -                              | -                              | -                              | -               | -               | -                        | -                        | 2     | 0     |
| 2015                  | Yokohama FC           | J2 League             | 16          | 3           | -               | -               | -                 | -                 | -          | -          | -                              | -                              | -                              | -               | -               | -                        | -                        | 16    | 3     |
| 2016                  | Yokohama FC           | J2 League             | 20          | 2           | 1               | 0               | -                 | -                 | -          | -          | -                              | -                              | -                              | -               | -               | -                        | -                        | 21    | 2     |
| 2017                  | Yokohama FC           | J2 League             | 12          | 1           | -               | -               | -                 | -                 | -          | -          | -                              | -                              | -                              | -               | -               | -                        | -                        | 12    | 1     |
| 2018                  | Yokohama FC           | J2 League             | 9           | 0           | 2               | 0               | -                 | -                 | -          | -          | -                              | -                              | -                              | -               | -               | -                        | -                        | 11    | 0     |
| 2019                  | Yokohama FC           | J2 League             | 3           | 0           | 2               | 0               | -                 | -                 | -          | -          | -                              | -                              | -                              | -               | -               | -                        | -                        | 5     | 0     |
| 2020                  | Yokohama FC           | J1 League             | 4           | 0           | -               | -               | 2                 | 0                 | -          | -          | -                              | -                              | -                              | -               | -               | -                        | -                        | 6     | 0     |
| 2021                  | Yokohama FC           | J1 League             | 1           | 0           | -               | -               | 3                 | 0                 | -          | -          | -                              | -                              | -                              | -               | -               | -                        | -                        | 4     | 0     |
| Sous-total            | Sous-total            | Sous-total            | 278         | 27          | 11              | 0               | 9                 | 0                 | 0          | 0          | -                              | 0                              | 0                              | 0               | 0               | 0                        | 0                        | 298   | 27    |
| 2005-2006             | Sydney FC (prêt)      | A-League              | 4           | 2           | -               | -               | -                 | -                 | -          | -          | -                              | -                              | -                              | -               | -               | 2                        | 0                        | 6     | 2     |
| Sous-total            | Sous-total            | Sous-total            | 4           | 2           | 0               | 0               | 0                 | 0                 | 0          | 0          | -                              | 0                              | 0                              | 0               | 0               | 2                        | 0                        | 6     | 2     |
| 2022                  | Suzuka PG (prêt)      | J4 League             | 18          | 2           | 0               | 0               | -                 | -                 | -          | -          | -                              | -                              | -                              | -               | -               | -                        | -                        | 18    | 2     |
| Sous-total            | Sous-total            | Sous-total            | 18          | 2           | 0               | 0               | 0                 | 0                 | 0          | 0          | -                              | 0                              | 0                              | 0               | 0               | 0                        | 0                        | 18    | 2     |
| 2023                  | UD Oliveirense (prêt) | Liga Portugal 2       | 3           | 0           | 0               | 0               | -                 | -                 | -          | -          | -                              | -                              | -                              | -               | -               | -                        | -                        | 3     | 0     |
| 2023-2024             | UD Oliveirense (prêt) | Liga Portugal 2       | 5           | 0           | 0               | 0               | 1                 | 0                 | -          | -          | -                              | -                              | -                              | -               | -               | -                        | -                        | 6     | 0     |
| Sous-total            | Sous-total            | Sous-total            | 8           | 0           | 0               | 0               | 1                 | 0                 | 0          | 0          | -                              | 0                              | 0                              | 0               | 0               | 0                        | 0                        | 9     | 0     |
| Total sur la carrière | Total sur la carrière | Total sur la carrière | 740         | 184         | 46              | 18              | 59                | 19                | 2          | 0          | -                              | 0                              | 0                              | 30              | 3               | 2                        | 0                        | 879   | 224   |

## Palmarès

### En club
- Avec le Verdy Kawasaki
  - Champion du Japon en 1991, 1992, 1993 et 1994
  - Vainqueur de la Coupe de l'Empereur en 1996
  - Vainqueur de la Coupe de la Ligue en 1992, 1993 et 1994
  - Vainqueur de la Supercoupe du Japon en 1994

- Avec le Croatia Zagreb
  - Champion de Croatie en 1999

- Avec le Yokohama FC
  - Champion du Japon de deuxième division en 2006

### En équipe du Japon
- Vainqueur de la Coupe d'Asie des nations en 1992

### Distinctions personnelles
- Élu footballeur asiatique de l'année en 1993
- Élu meilleur joueur de la Coupe d'Asie des nations en 1992
- Élu meilleur joueur de la JSL en 1992
- Élu meilleur joueur de la J-League en 1993
- Meilleur buteur de la J-League en 1996
- Meilleur buteur de la Coupe du Japon en 1992
- Nommé dans l'équipe type de la J-League en 1993, 1995 et 1996